# داليا غريباوسكايتي
داليا غريباوسكايتي (النطق الليتواني: [dɐˈlʲɛ ɡʲrʲiːbɐʊsˈkɐ̂ˑɪtʲeː]، ولدت 1 مارس 1956)، سياسيّة ليتوانية شغلت منصب الرئيس الثامن ليليتوانيا من 2009 حتى 2019. وهي أول امرأة تتولى هذا المنصب لتكون في عام 2014 أول رئيس ليتواني أُعيد انتخابه للمرة الثانية على التوالي. شغلت داليا منصب وزيرة المالية، وكذلك منصبًا في المفوضة الأوروبية للبرمجة المالية والميزانية من 2004 إلى 2009. وغالبًا ما أشير إليها باسم «السيدة الحديدية» أو «ماغنوليا الصلبة».

## السنوات الأولى من حياتها
وُلدت داليا في 1 مارس 1956 لعائلة من الطبقة العاملة في العاصمة فيلنيوس. وُلدت والدتها فيتاليا كورساكيتو (1922-1989) في منطقة بيرواي وعملت بائعة. كان والدها، بوليكارباس غريباوسكايتي (1928-2008) كهربائيًا وسائقًا، وجنديًا في الجيش السوفيتي أثناء الحرب العالمية الثانية. التحقت داليا بمدرسة سالوميجا نريس الثانوية. لديها شقيقان، أحدهما يعيش في ليتوانيا، والآخر يعيش في كولورادو سبرينغس، في الولايات المتحدة. وقد وصفت نفسها بأنها لم تكن أفضل طلاب مدرستها، إذ كانت معظم علاماتها الدراسية أربعة من خمسة (خمسة: أعلى علامة دراسية في النظام التعليمي للمدرسة). كان من المواد المدرسية المفضلة لديها التاريخ والجغرافيا والفيزياء.
بدأت داليا المشاركة في الألعاب الرياضية في سن الحادية عشرة، وكانت لاعبة كرة سلة ممتازة. عملت لمدة عام في سن التاسعة عشرة، مفتشة للموظفين في الجمعية الوطنية الفيلهارمونية الليتوانية. ثم التحقت بجامعة سانت بطرسبرغ الحكومية، التي كانت تعرف آنذاك باسم لينينغراد أ.أ، جامعة ولاية جدانوف، لتكون طالبة في الاقتصاد السياسي. بدأت في الوقت نفسه في العمل في مصنع محلي في سانت بطرسبرغ. تخرجت داليا عام 1983، وعادت إلى فيلنيوس لتتولى منصب سكرتيرية في أكاديمية العلوم. كان العمل في الأكاديمية قليلًا، لذلك انتقلت داليا للعمل في مدرسة فيلنيوس للحزب الشيوعي، حيث أعطت دروسًا في الاقتصاد السياسي والتمويل العالمي. كانت عضوًا في الحزب الشيوعي في الاتحاد السوفيتي بين عامي 1983 وديسمبر 1989، وبعد انفصال الحزب الشيوعي الليتواني عن الحزب الشيوعي في ديسمبر 1989، استمرت عضويتها في الحزب الشيوعي الليبرالي حتى يونيو 1990. ناقشت عام 1988 أطروحتها للدكتوراه في موسكو (أكاديمية العلوم الاجتماعية). بعد فترة وجيزة من إعادة ليتوانيا استقلالها عن الاتحاد السوفيتي وتحديدًا في عام 1990، واصلت داليا دراستها في مدرسة إدموند إيه. والش للخدمات الخارجية في جامعة جورج تاون، واشنطن، في البرنامج الخاص لكبار المديرين التنفيذيين.

## بداياتها مهنيًا
عملت داليا بين عامي 1991 و 1993، مديرة للإدارة الأوروبية في وزارة العلاقات الاقتصادية الدولية بجمهورية ليتوانيا. عملت خلال عام 1993، في وزارة الخارجية مديرة لقسم العلاقات الاقتصادية، ومثلت ليتوانيا عند دخولها في اتفاقيات التجارة الحرة للاتحاد الأوروبي. ترأست أيضًا لجنة تنسيق المساعدات (مشروع فير ومجموعة الـ 24). عُينت بعد ذلك بوقت قصير، مبعوثًا استثنائيًا ووزيرة مفوضة في البعثة الليتوانية لدى الاتحاد الأوروبي. عملت هناك نائبة لرئيس المفاوضين في الاتفاقية الأوروبية وممثلة لتنسيق المعونة الوطنية في بروكسل.
عُينت داليا في عام 1996، سفيرة مُفوضة في سفارة الولايات المتحدة الليتوانية. شغلت هذا المنصب حتى عام 1999، إلى أن عُينت نائبة لوزير المالية. جزءًا لهذا الدور، قادت المفاوضات الليتوانية مع البنك الدولي وصندوق النقد الدولي. نُصبت داليا في عام 2000، نائبة لوزير الشؤون الخارجية، ثم وزيرة للمالية في حكومة ألجيرداس برازوسكاس في عام 2001. انضمت ليتوانيا إلى الاتحاد الأوروبي في 1 مايو 2004، وعُينت داليا مفوضًا أوروبيًا في نفس اليوم.

## المفوضية الأوروبية
شغلت داليا في البداية منصب المفوض الأوروبي للتعليم والثقافة وتعدد اللغات والشباب. وقد شغلت هذا المنصب حتى 11 نوفمبر 2004، إلى أن عُينت في المفوضة الأوروبية للبرمجة المالية والميزانية ضمن اللجنة التي يقودها خوسيه مانويل دوراو باروسو.
حصلت داليا في نوفمبر 2005، على لقب «مفوض العام» في استطلاع قامت به جمعية «صوت الأوروبيين» للعام. رُشحت «لجهودها الدؤوبة لتحويل مصاريف الاتحاد الأوروبي نحو مجالات من شأنها تعزيز القدرة التنافسية للاتحاد، مثل البحث والتطوير». علقت:
«لا أشارك عادة في المسابقات، لذلك كانت هذه مفاجأة بالنسبة لي سارة للغاية. لا أعتبر هذا تمييزًا وشكرًا لي شخصيًا، بل لجميع الدول الأعضاء الجدد في الاتحاد الأوروبي، الصغيرة والكبيرة على حد سواء، اعترافًا بجلب منظور جديد إلى الاتحاد الأوروبي. أعتقد أنها جائزة لشجاعة التحدث والإشارة للحقيقة الصعبة في معظم الأحيان ولتوضيح حقيقة الخطاب السياسي في أوروبا أيضًا. بالنسبة للنتائج، لا يزال يتعين علينا انتظارها. إن الاتفاق على ميزانية الفترة التي بين 2007-2013، والذي تحتاج إليه أوروبا حقًا، هو الأكثر أهمية».
كونها مفوضة مالية للميزانية، فقد انتقدت ميزانية الاتحاد الأوروبي بشدة، قائلة إنها «ليست بميزانية مناسبة للقرن الواحد والعشرين». أُنفقت معظم ميزانية الاتحاد الأوروبي على البرامج الزراعية. قدمت داليا ميزانية الاتحاد الأوروبي لعام 2008 والتي لأول مرة في التاريخ تشهد زيادة في الإنفاق على قطاع النمو والتوظيف الذي امتلك أعلى حصة في الميزانية كلها، إذ تجاوزت ميزانية الزراعة والموارد الطبيعية. كثيراً ما انتُقدت الحكومة الليتوانية، في فترة رئاسة رئيس الوزراء غيديميناس كيركيلاس، بسبب افتقارها إلى الاستجابة المناسبة للأزمة المالية التي كانت على الأبواب.

## انتخابات 2009 الرئاسية
أعلنت داليا رسميًا في 26 فبراير 2009، ترشحها للانتخابات الرئاسية لعام 2009. قالت في خطاب إعلانها:
«قررت العودة إلى ليتوانيا إذا قرر الشعب الليتواني أنه بحاجة لي هناك الآن. أعتقد أننا جميعًا نتوق إلى الحقيقة والشفافية وتحمل المسؤولية في بلدنا. كلنا نريد أن نعيش الآن وغدًا بلا خوف، وبثقة في أنفسنا وبعضنا البعض. يمكنني وأريد أن أساهم بخبرتي ومعرفتي ومهاراتي لطرد ظلال الفساد من الأخلاق والسياسة والاقتصاد لنهضة ليتوانيا دولة المواطنين التي يحكمها المواطن. لذلك، سأخوض الانتخابات الرئاسية الليتوانية».
كانت هناك ثلاث نساء وأربعة رجال مرشحين للرئاسة. أظهرت استطلاعات الرأي التي أجريت في فبراير 2009، تقدم داليا في السباق بلا منازع. كانت مرشحة مستقلة، على الرغم من أنها كانت مدعومة من حزب المحافظين المهيمن وكذلك من قبل المنظمات غير الحكومية، بما في ذلك حركة الإصلاح في ليتوانيا.
ركزت حملتها في المقام الأول على القضايا المحلية. بعد سنوات من النمو الاقتصادي القوي، واجهت ليتوانيا ركودًا كبيرًا، مع انخفاض درجتين في المؤشرات الاقتصادية. ارتفع معدل البطالة إلى 15.5% في مارس 2009، وتحولت احتجاجات الشوارع في شهر يناير ضد استجابة الحكومة للركود إلى عنف. شددت داليا خلال الحملة، على الحاجة إلى مكافحة المشاكل المالية من خلال حماية ذوي الدخل المحدود، وتبسيط الجهاز البيروقراطي الليتواني، ومراجعة برنامج الاستثمار الحكومي. كما وعدت بنهج أكثر توازنًا في إدارة السياسة الخارجية، الدور الدستوري الأساسي للرئاسة الليتوانية. أُجريت الانتخابات في 17 مايو 2009. فازت داليا بأغلبية ساحقة، إذ حصلت على 69.1% من الأصوات المحسوبة. كانت نسبة المشاركة 51.6%، وهي نسبة أعلى بقليل من الحد الأدنى اللازم لتجنب إعادة الانتخابات. بفوزها في الانتخابات، لم تصبح داليا أول رئيسة ليتوانيا فحسب، بل فازت بأكبر نسبة سُجلت لإجراء انتخابات حرة في ليتوانيا. أرجع المحللون السياسيون انتصارها السهل إلى كفائتها المالية وقدرتها على تجنب الفضائح المحلية. سارعت الصحافة الدولية إلى وصفها بـ «سيدة ليتوانيا الحديدة» بسبب خطابها الصريح وحزامها الأسود في الكاراتيه.
تعتبر داليا، التي تتحدث الليتوانية والإنجليزية والروسية والفرنسية والبولندية بطلاقة، مارجريت تاتشر وماهاتما غاندي مثليها الأعلى في إدارة السياسة.

## فترة الرئاسة (2009-2019)
تولت داليا مهام الرئاسة في 12 يوليو 2009، وقبلت نصف راتبها الرئاسي (312000 ليتاس ليتواني). كانت زياراتها الرئاسية الأولى إلى الخارج، إلى السويد ولاتفيا. زارت في أبريل 2011 دولة إلى النرويج. دعمت داليا التدخل العسكري بقيادة الناتو في ليبيا.
قررت داليا في 19 ديسمبر 2013 مقاطعة أولمبياد سوتشي الشتوي مع زعماء غربيين آخرين، بمن فيهم الرئيس الألماني يواخيم غاوك، والرئيس الفرنسي فرانسوا هولاند، والرئيس الأمريكي باراك أوباما، بسبب انتهاكات روسيا لحقوق الإنسان ومواقفها وسلوكها مع الشركاء الشرقيين وليتوانيا. أُعيد انتخاب داليا في الانتخابات الرئاسية عام 2014، إذ حصلت على 46% من الأصوات في الجولة الأولى، وهزمت زيجمانتاس باليتيس، المرشح بالنيابة عن الحزب الديمقراطي الاجتماعي في الجولة الثانية بنسبة 58% من الأصوات.

## روابط خارجية
- داليا غريباوسكايتي على موقع IMDb (الإنجليزية)
- داليا غريباوسكايتي على موقع الموسوعة البريطانية (الإنجليزية)
- داليا غريباوسكايتي على موقع مونزينجر (الألمانية)
- داليا غريباوسكايتي على موقع قاعدة بيانات الفيلم (الإنجليزية)